# Рей Ріардон
Ре́й Рі́ардон,  MBE (англ. Ray Reardon, 8 жовтня 1932, Тредегар, Уельс — 19 липня 2024) —  валлійський колишній професіональний гравець у снукер. Шестиразовий переможець чемпіонатів світу і безлічі інших змагань, він і досі вважається найкращим снукеристом з Уельсу.

## Біографія
Рей народився у 1932 рік в маленькому шахтарському містечку Тредегар. Коли йому виповнилося 14 років, Ріардон за сімейною традицією став шахтарем. У той же час він серйозно захоплювався снукером і навіть одягав рукавички під час роботи, щоб не поранити руки і грати далі. Але Рею довелося залишити шахту після того, як у ній стався обвал, і незабаром він влаштувався офіцером поліції в місті Сток-он-Трент.

### Рання кар'єра
Він продовжив займатися снукером і в 1949-му виграв аматорський турнір -  News of the World. Ще через рік Ріардону підкорився титул чемпіона Уельсу серед любителів, на якому він згодом перемагав ще 5 разів. Коли валлієць переїхав назад в Тредегар, він став влаштовувати показові матчі з іншим талановитим гравцем, Кліффом Вілсоном, і ці матчі завжди приваблювали безліч глядачів. Таким чином Рей постійно удосконалював свою гру і, врешті-решт, у 1964 рік виграв аматорський чемпіонат  Англії. У фіналі він переміг  англійця Джона Спенсера, який, як потім виявилося, став його головним суперником на професійних змаганнях.
Цей успіх став визначальним у всій кар'єрі Ріардона. Незабаром талановитим снукеристом зацікавились спонсори, і в 1967-му він вирішив залишити колишню роботу. Спираючись лише на свою сім'ю, Рей розумів, що в разі невдачі він може багато чого втратити, але не змінив своєї мети і вже через кілька місяців отримав статус професіонала.

## Професійна кар'єра (1967-1992 рр.).
Перша поява Рея Ріардона на  чемпіонаті світу відбулася у 1969 році. Тоді валлієць в дебютному матчі поступився  Фреду Девісу з рахунком 24:25. Проте вже на наступній першості «Дракула» проявив себе в повну силу - він виграв першість з другої спроби. У вирішальному матчі Рею протистояв восьмикратний чемпіон світу - Джон Пульман, і валлієць завершив переможну ходу останнього, перемігши 37:33. Після цієї перемоги Ріардона стали часто запрошувати на виставкові матчі. А після того, як у тому ж році він виграв турнір Pot Black Cup , Рей став найвідомішою снукерною особистістю.
Однак він не зумів захистити титул чемпіона наступного року, ущент програвши у чвертьфіналі Спенсеру - 15:34. Невдалим виявився і наступний чемпіонат, коли валлієць в першому колі несподівано поступився  Рексу Вільямсу. Тільки у 1973 році він повернув собі головний трофей. Рей переміг австралійця Едді Чарльтона з рахунком 38:32, але матчем турніру став півфінал між Ріардон і Спенсером, що закінчився 23:22 на користь валлійця. Через рік він став триразовим чемпіоном світу, вигравши у англійця  Грема Майлса.
У 1975 році, коли першість проводилась у  Австралії, Ріардона вже в першому раунді чекав важкий матч з Джоном Спенсером, який валлієць все ж виграв з рахунком 19:17. Потім він вже без особливих труднощів переміг  Алекса Хіггінса, 19:14, і, нарешті, у фіналі знову зустрівся з місцевим улюбленцем - Едді Чарльтоном. У матчі до тридцяти однієї перемоги Рей відставав у рахунку - 23:29, але вчасно зібрався і виграв сім фреймів поспіль. Потім Чарльтон взяв шестидесяту партію, зрівнявши шанси на перемогу, але Ріардон переміг у вирішальному фреймі і залишив титул за собою. А ще через деякий час валлієць став фіналістом престижного турніру Мастерс.
У наступному році Рей Ріардон виграв відразу три професійні турніри, чого доти не вдавалося зробити нікому. Він вже в четвертий раз поспіль здобув перемогу на чемпіонаті світу, у фіналі вигравши у Алекса Хіггінса, і знову став переможцем Мастерс; також валлієць виграв нерейтинговий турнір Pontins Professional. Це був чудовий результат, так як професійних змагань в той час набиралося всього три чи чотири за рік.
Коли в сезоні 1977/78 з'явився  світовий рейтинг снукеристів, Рей посів у ньому перший рядок з 15 очками, обійшовши північноірландця Хіггінса на шість. Тут все було прогнозовано, але повною несподіванкою став його програш у Крусиблі Джону Спенсеру з рахунком 6:13. Спенсер, таким чином, закінчив переможну ходу валлійця, яка тривала вже шість років.
Валлійцю вдалося повернути собі звання чемпіона світу у  1978, завоювавши шостий титул перемогою над Перрі Менсом, 25:18. А трохи пізніше він вдруге виграв Pot Black Cup, переміг на дуже важливому і престижному турнірі  Professional Players (майбутній Гран-прі) і добився перемог на чемпіонаті Уельсу в 1981 і 1983 роках. 1-е місце в рейтингу Рей утримував до сезону 1980/81, поки, зрештою, не пропустив вперед  канадця Кліффа Торбурна. Проте вже в наступному році Рей знову став на чолі рейтингу, завдяки сьомого фіналу на світовій першості. Будь Ріардон трохи молодше, він, можливо, і зумів би стати семиразовим чемпіоном, але у віці 50 років було важко грати з такими сильними снукеристами, як Алекс Хіггінс, тим більше в такому важливому матчі. Тому Хіггінс і взяв верх з рахунком 18:15.
В 1983 рік  він став найстаршим гравцем, який вигравав професійний титул: тоді, у фіналі  Yamaha Organs International Masters він переміг Джиммі Вайта, 9:6.
Труднощі в грі з'явилися у Ріардон в 1982-му році, коли помер його батько. У нього впав зір, і останні роки своєї кар'єри Рей носив окуляри «в стилі  Денніса Тейлора». Тим не менш, він зіграв свій останній фінал у 1985 рік на турнірі  World Doubles, і в парі з  Тоні Джонсом поступився  Стіву Девісу з Тоні Мео, 5:12. У тому ж році валлієць вийшов у півфінал чемпіонату світу, хоча і там програв Девісу з рахунком 5:16.
В 1988 рік  Рей, несподівано для всіх, обіграв Стіва Девіса 5:0 на турнірі  British Open, однак його швидке погіршення позицій у світовому рейтингу було неминучим. Тому в 1992-му, у віці 60 років Ріардон пішов з професіоналів. Але він продовжував бути активним учасником у розвитку снукеру, як один з очільників WPBSA, і ще довгий час виступав у змаганнях для колишніх професіоналів. А на початку 2000-х Ріардон також займався тренерською детальністю, зокрема - працював з Ронні О'Салліваном у  сезоні 2004/2005.
Зараз Рей Ріардон живе в селі Чарстон (графство Девон, Англія) і як і раніше захоплюється гольфом  і снукером.

## Досягнення
Рея Ріардона дуже любили за те, що він додав грі видовищності та гумору, за яскраві дальні удари. Він провів сімнадцять безпрограшних матчів на першості світу і вигравав цей найпрестижніший турнір чотири рази поспіль. Рей заслужив прізвисько «Дракула» через свою зачіску - темне, гладко зачесане назад волосся, і неправильний прикус. Його зовнішність навіть обігравалася в мюзиклі Billy the Kid and the Green Baize Vampire. Ріардон також став героєм пісні англійської групи Lawnmower Deth «Spook Perv Happenings in the Snooker Hall».
Рей Ріардон став професіоналом у 1967-м і грав аж до 1992 року. Він був безумовним лідером снукеру впродовж 1970-х, зіграв сім фіналів чемпіонату світу і виграв з них шість. Двічі, в 1979 і 1980, Ріардон в складі збірної Уельсу перемагав на командному  Кубку світу. Рей залишається найстаршим переможцем першості - свій останній титул чемпіона він узяв в 1978 році, у віці 45 років і 6 місяців. В 1985, за заслуги перед Великою Британією валлієць удостоївся високого звання MBE - ордена Британської імперії. Він був самим серійним снукеристом свого часу, зробивши за кар'єру понад 70 сенчурі в офіційних матчах. Навіть зараз, коли снукер набагато розвиненіший, ніж в 70-ті, багато хто вважає Ріардона найкращим снукеристом Уельсу і одним з найкращих за всю історію гри.

## Показники в часі
| Турнір          | 1968/ 1969 | 1969/ 1970 | 1970/ 1971 | 1971/ 1972 | 1972/ 1973 | 1973/ 1974 | 1974/ 1975 | 1975/ 1976 | 1976/ 1977 | 1977/ 1978 | 1978/ 1979 | 1979/ 1980 | 1980/ 1981 | 1981/ 1982 | 1982/ 1983 | 1983/ 1984 | 1984/ 1985 | 1985/ 1986 | 1986/ 1987 |
| --------------- | ---------- | ---------- | ---------- | ---------- | ---------- | ---------- | ---------- | ---------- | ---------- | ---------- | ---------- | ---------- | ---------- | ---------- | ---------- | ---------- | ---------- | ---------- | ---------- |
| Чемпіонат світу | QF         | W          | SF         | QF         | W          | W          | W          | W          | QF         | W          | QF         | QF         | SF         | F          | 2R         | QF         | SF         | 1R         | 2R         |

| Легенда таблиці показників | Легенда таблиці показників | Легенда таблиці показників | Легенда таблиці показників |
| -------------------------- | -------------------------- | -------------------------- | -------------------------- |
| LQ                         | Failed to qualify          | #R                         | Програв на ранньому етапі  |
| QF                         | Програв у чвертьфіналі     | SF                         | Програв у півфіналі        |
| F                          | Програв у фіналі           | W                          | Переможець турніру         |
| A                          | Не брав участі в турнірі   | NH                         | Турнір не організовувався  |

### Рейтингові турніри
- Чемпіонат світу переможець -  1974 -  1976,  1978
- Чемпіонат світу фіналіст -  1982
- Professional Players чемпіон -  1982

### Нерейтингові турніри
- Чемпіонат світу переможець -  1970,  1973
- Мастерс чемпіон -  1976
- Мастерс друге місце -  1975
- Yamaha International Masters чемпіон -  1983
- Welsh Professional переможець -  1977,  1981,  1983
- Pontins Professional чемпіон -  1974 -  1976,  1978
- Pontins Open чемпіон -  1975
- Pot Black Cup чемпіон -  1969,  1979
- Кубок світу переможець (у складі валлійської команди) -  1979 -  1980
- Кубок світу фіналіст (у складі валлійської команди) -  1981,  1983
- World Matchplay фіналіст -  1976

### Аматорські турніри
- News of the World переможець - 1949
- Чемпіонат Англії переможець - 1964
- Чемпіонат Уельсу переможець - 1950,?

## Місця всвітовому рейтингу
| Сезон   | Місце |
| ------- | ----- |
| 1976/77 | 1     |
| 1977/78 | 1     |
| 1978/79 | 1     |
| 1979/80 | 1     |
| 1980/81 | 1     |
| 1981/82 | 4     |
| 1982/83 | 1     |
| 1983/84 | 2     |
| 1984/85 | 5     |
| 1985/86 | 6     |
| 1986/87 | 15    |
| 1987/88 | 38    |
| 1988/89 | 40    |
| 1989/90 | 54    |
| 1990/91 | 73    |
| 1991/92 | 126   |